# Stelletta maori
Stelletta maori är en svampdjursart som beskrevs av Arthur Dendy 1924. Stelletta maori ingår i släktet Stelletta och familjen Ancorinidae. Inga underarter finns listade i Catalogue of Life.